# Berlin Open 1977
Il Berlin Open 1977 è stato un torneo di tennis giocato sulla terra rossa. È stata la 2ª edizione del Berlin Open che fa parte del Colgate-Palmolive Grand Prix 1977. Si è giocato a Berlino in Germania dal 13 al 19 giugno 1977.

## Campioni

### Singolare
Paolo Bertolucci ha battuto in finale  Jiří Hřebec con il punteggio di 6–4 5–7 4–6 6–2 6–4

### Doppio
Hans Gildemeister /  Belus Prajoux e  Pavel Hutka /  Vladimír Zedník non hanno disputato la finale